# Doug Yule
Douglas Alan Yule (Long Island, New York, 25 februari 1947) is een Amerikaans muzikant. Hij is vooral bekend als lid van The Velvet Underground van 1968 tot 1973.

## Biografie
Tijdens zijn studie toneel aan de Universiteit van Boston speelde Yule in enkele bandjes, waaronder de artrockgroep The Glass Menagerie, waarin hij gitaar en orgel speelde. Yule woonde toentertijd in bij de managers van zijn band, die bevriend waren met Steve Sesnick, de manager van The Velvet Underground. Toen deze groep een optreden in Boston gaf, verbleven ze in het appartement van Yule. Na het vertrek van multi-instrumentalist John Cale werd Yule zonder auditie door Sesnick aangenomen als vierde groepslid. Deze beslissing werd gemotiveerd door Lou Reeds obsessie met astrologie: Reed en Yule waren beiden Vissen en de beide andere groepsleden waren Maagd. Yule zou volgens Reed zorgen voor astrologische balans. Binnen twee maanden nam de groep hun derde, gelijknamige album op. Op deze plaat speelde Yule basgitaar, orgel en nam hij enkele zangpartijen voor zijn rekening.

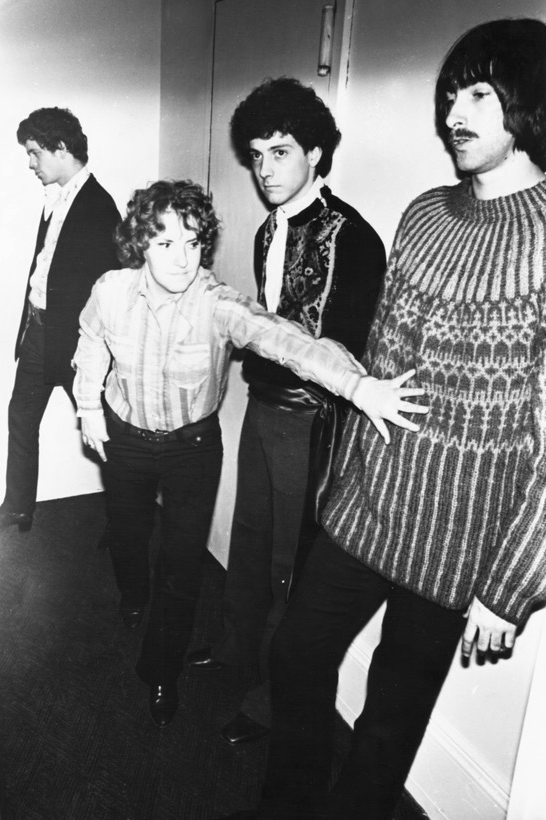
The Velvet Underground in 1968, v.l.n.r.: Lou Reed, Maureen Tucker, Doug Yule en Sterling Morrison

Yule had een grote invloed op de opnames voor het album Loaded uit 1970, het meest toegankelijke album van de groep. Ook zijn broer Billy Yule drumde op enkele nummers. Na de opnames stapte sleutelfiguur Lou Reed uit de groep en nam Yule de leiding over, waarop niet veel later ook gitarist Sterling Morrison en drummer Maureen Tucker de groep verlieten. Onder druk van manager Steve Sesnick rekruteerde Yule enkele oude vrienden en nam hij het album Squeeze op, dat zowel commercieel als creatief flopte en door velen niet als een officieel Velvet Underground-album wordt gerekend. Na een laatste tournee hief Yule de groep definitief op.
In de jaren 70 werkte Yule nog enkele keren samen met Lou Reed en richtte hij de onsuccesvolle rockgroep American Flyer op. Hij werd niet uitgenodigd voor de reünie van The Velvet Underground in de jaren 90 en was in 1996 niet aanwezig bij de inwijding van de groep in de Rock and Roll Hall of Fame.
Tegenwoordig is Yule violenmaker in Seattle en speelt hij in de driekoppige rootsrockband RedDog.
- Gemeinsame Normdatei: 1122293887
- International Standard Name Identifier: 0000 0000 5675 964X
- Library of Congress Control Number: nb2013018186
- MusicBrainz: 308f54f6-f8f6-4192-85e0-8dccc8bc8b1c
- Nationale Bibliotheek van Tsjechië: xx0033788
- Virtual International Authority File: 85509184
- WorldCat: E39PBJhd6BmJPkFfw6TpC3vbVC